# Sub auspiciis

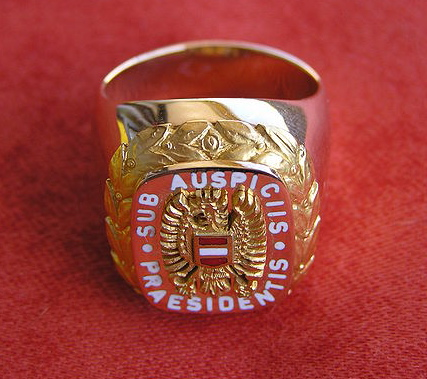
L'anello dottorale conferito nell'occasione, con la scritta „sub auspiciis Praesidentis“ che circonda il sigillo con l'aquila monocipite, riproducente lo stemma federale austriaco

L'espressione latina Promotio sub auspiciis Praesidentis rei publicae (traducibile, in italiano, come "Promozione sotto gli auspici del presidente della repubblica"; in tedesco: Promotion unter den Auspizien des Bundespräsidenten, spesso abbreviata in sub-auspiciis-Promotion) designa un tipo di promozione dottorale del sistema accademico d'Austria, la massima raggiungibile in quel paese.

## Storia
La tradizione risale all'Impero austriaco, quando i migliori studenti venivano premiati dal Kaiser (o da deputati) „sub auspiciis Imperatoris“. Il Bundespräsident ha conservato questa tradizione, con la dizione „Promotion sub auspiciis Praesidentis rei publicae“. Si basa anche sulla tradizione romana (auspicium).

## Requisiti
I candidati a „sub auspiciis“ devono possedere specifici requisiti:
1. Tutte le classi superiori devono essere state concluse con „Sehr Gutem Erfolg“.
2. La Matura deve essere conseguita con „Auszeichnung“.
3. Tutte le prove Rigorosen, così come la tesi, devono aver ottenuto  „Sehr gut“.
4. La durata del corso di studi deve essere stata rispettata, a meno di valide giustificazioni personali.
5. La condotta di vita deve essere impeccabile (Curriculum vitae e estratto dal casellario giudiziale).

Le candidature vengono presentate dal Senato accademico al Ministero federale della scienza e della ricerca (Bundesministerium für Wissenschaft und Forschung) e alla cancelleria del Presidente federale. I candidati non possono fregiarsi del titolo di dottore fino alla effettiva consegna della onorificenza.

## Celebrazione
La celebrazione della promozione è una festa per i candidati e per i promossi sub auspiciis. Si tiene in presenza del capo dello Stato che può, tuttavia, incaricare un delegato in caso di impossibilità, come la malattia. Presso la Universität Wien la cerimonia avviene, per tradizione, nella ricorrenza della fondazione, il dies academicus (Gründungstag), che ricade il 12 marzo.
Dopo il giuramento, con l'assegnazione dei premi federali, viene consegnato un anello dottorale con la scritta „sub auspiciis Praesidentis“ e con il sigillo con l'aquila monocipite, riproducente lo stemma federale austriaco, contornata dall'iscrizione latina „sub auspiciis Praesidentis“ tutta intorno.
In Austria vengono promossi circa venti studenti con „sub auspiciis“ ogni anno (su un totale di 2500 promossi). Nei sessanta anni dell'onorificenza della Repubblica austriaca dal 5 marzo 1952 gli studenti premiati ammontavano a 1042; sei sono riuscite ad ottenere due volte il titolo in due diverse discipline.